# 오미시오쓰역
오미시오쓰역(일본어: 近江塩津駅, おうみしおつえき)은 일본 시가현 나가하마시에 있는 서일본 여객철도의 철도역이다.
오미시오쓰 역 이북 구간에서는 이코카 및 제휴 교통카드를 사용할 수 없다.

## 역 구조
쌍섬식 승강장으로 2면 4선 형태의 고가역이다. 성토(盛土) 위에 지어져 있다. 원래는 2면 3선이었으나, 고세이 선의 개업에 따라 증축되었다.

### 승강장
| 승강장 | 노선            | 방향 | 행선                      | 비고                                         |
| ------ | --------------- | ---- | ------------------------- | -------------------------------------------- |
| 1      | ■ 고세이 선     | -    | 오미이마즈 · 교토 방면    |                                              |
| 2      | ■ 고세이 선     | -    | 오미이마즈 · 교토 방면    | 대피·시발 열차                               |
| 2      | ■ 호쿠리쿠 본선 | 상행 | 나가하마 · 마이바라       | 대피 열차·일부 시발 열차·고세이 선 직통 열차 |
| 2      | ■ 호쿠리쿠 본선 | 하행 | 쓰루가·다케후·후쿠이 방면 | 주로 대피 열차                               |
| 3      | ■ 호쿠리쿠 본선 | 하행 | 쓰루가·다케후·후쿠이 방면 |                                              |
| 4      | ■ 호쿠리쿠 본선 | 상행 | 나가하마·마이바라 방면    |                                              |

## 역사
- 1957년 10월 1일 - 호쿠리쿠 본선의 이설에 따라 개업하였다.
- 1974년 7월 20일 - 고세이 선이 개통하여 환승역이 되었다.
- 1987년 4월 1일 - 민영화에 따라 서일본 여객철도의 소속이 되었다.
- 2006년 10월 21일 - 이코카의 사용이 개시되었다.

## 인접역
| 서일본 여객철도        | 서일본 여객철도 | 서일본 여객철도             |
| ---------------------- | --------------- | --------------------------- |
| 요고 마이바라 방면     | ■ 호쿠리쿠 본선 | 신히키다 쓰루가·후쿠이 방면 |
| 나가하라 야마시나 방면 | ■ 고세이 선     | 시·종착역                   |